# Albin Lermusiaux
Albin Lermusiaux (Noisy-le-Sec, 9 de abril de 1874 – 1940) foi um atleta e atirador francês. Competiu nos Jogos Olímpicos de Verão de 1896 em três provas do atletismo e na prova da carabina militar do tiro.
Lermusiaux venceu uma das eliminatórias dos 800 metros rasos com o tempo de 2min16s6. Qualificou-se para a final, mas não chegou a disputá-la.
Nos 1500 metros, disputado em uma única bateria, liderou a maior parte da corrida. Na parte final acabou ultrapassado por Edwin Flack, da Austrália, e Arthur Blake, dos Estados Unidos, e terminou no terceiro lugar. Seu tempo na prova foi de 4min37s.
Na prova da carabina militar do tiro terminou entre o 14º e o 41º posto.
A última prova de Lermusiaux nos Jogos de 1896 foi a maratona. Liderou por 32 quilômetros, mas acabou abandonando faltando 8 quilômetros para completar o percurso.